# Furtun de refulare

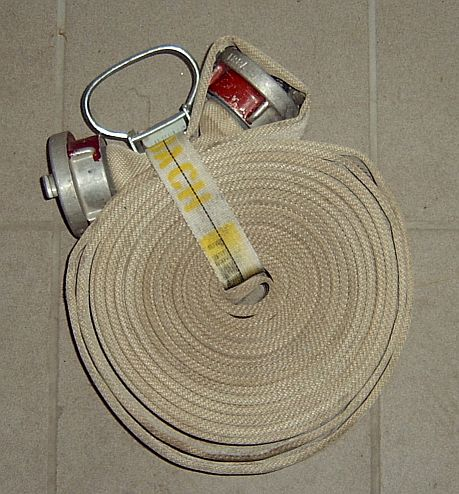
Furtun de refulare tip C cu racord pe suport

Furtunul de refulare este un tub flexibil din țesătură sintetică și cauciucată pe interior folosit pentru transportul apei sau al soluției spumante de la hidranții de incendiu sau pompele mobile la locul incendiului.

## Clasificare
În funcție de tipul lor (A, B, C sau D), furtunurile  prezintă următoarele caracteristici tehnice:
- Diametrul (interior):	111, 76, 53, 26;
- Presiunea de încercare (bari)	20, 25, 20, 20;
- Lungimea 20 m ± 0,5[1].